# Hranice v Čechách
Hranice v Čechách – stacja kolejowa w Hranicach, w kraju karlowarskim, w Czechach. Znajduje się na wysokości 580 m n.p.m.
Jest zarządzana przez Správę železnic. Na stacji nie ma możliwości zakupu biletów, a obsługa podróżnych odbywa się w pociągu.
Niszczejący budynek stacji został wyburzony we wrześniu 2014 roku, obecnie znajduje się tam tylko wiata dla podróżnych

## Linie kolejowe
- 148 Cheb – Hranice v Čechách